# Každý den odvahu
Každý den odvahu (slovensko: Pogum za vsak dan) je češkoslovaški črno-beli dramski film iz leta 1965, ki ga je režiral Evald Schorm po scenariju Antonína Máše. V glavnih vlogah nastopata Jana Brejchová in Jan Kačer. Zgodba prikazuje Jardo (Kačer), ki je strasten delavec in dejaven pripadnik komunistične partije. Toda sčasoma vsi okoli njega z njim ne delijo več političnega prepričanja, zaradi česar spozna, da je bila vsa njegova dejavnost zaman.
Film je bil premierno predvajan 15. januarja 1965 v češkoslovaških kinematografih. Na Mednarodnem filmskem festivalu Locarno je osvojil glavno nagrado zlati leopard za najboljši film, na Filmskem festivalu v Plzňu pa je bil nagrajen z zlatim vodomcem.

## Vloge
- Jana Brejchová kot Věra
- Jan Kačer kot Jarda Lukáš
- Josef Abrhám kot Bořek
- Vlastimil Brodský kot novinar
- Jiřina Jirásková kot Olina, novinarjeva žena
- Olga Scheinpflugová kot stanodajalka
- Václav Trégl kot Eduard Mrázek
- Jan Libíček kot fotograf
- Jan Cmíral kot direktor
- Josef Krameš kot čarodej
- Helena Uhlířová kot čarodejeva pomočnica